# David B. Henderson

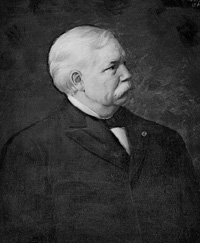
David B. Henderson

David Bremner Henderson (* 14. März 1840 in Old Deer, Aberdeenshire, Schottland; † 25. Februar 1906 in Dubuque, Iowa) war ein schottisch-amerikanischer Politiker. Zwischen 1883 und 1903 vertrat er den Bundesstaat Iowa im US-Repräsentantenhaus, als dessen Speaker er von 1899 bis 1903 fungierte.

## Werdegang
Im Jahr 1846 kam David Henderson mit seinen Eltern in die Vereinigten Staaten. Die Familie ließ sich zunächst im Winnebago County in Illinois nieder. 1849 zogen sie in das Fayette County in Iowa. Dort besuchte David Henderson die öffentlichen Schulen und dann die Upper Iowa University. Im September 1861 trat er während des Bürgerkrieges in die Armee der Union ein. Er war Soldat eines Infanterieregiments aus Iowa und stieg bis zum Oberleutnant auf. Henderson wurde mehrfach verwundet und verlor im Februar 1863 ein Bein. Danach war er zwischen Mai 1863 und Juni 1864 Mitglied der Einberufungsbehörde im 3. Wehrbezirk von Iowa. Trotz seiner Verletzung kehrte er 1864 als Oberst zur Armee zurück und diente bis zum Ende des Krieges.
Nach einem Jurastudium und seiner im Jahr 1865 erfolgten Zulassung als Rechtsanwalt begann er in Dubuque in seinem neuen Beruf zu praktizieren. Zwischen 1865 und 1869 arbeitete Henderson auch für die Steuerbehörde. Von 1869 bis 1871 war er stellvertretender Bundesstaatsanwalt für das nördliche Iowa.
Henderson war Mitglied der Republikanischen Partei. Bei den Kongresswahlen des Jahres 1882 wurde er im dritten Wahlbezirk von Iowa in das US-Repräsentantenhaus in Washington, D.C. gewählt, wo er am 4. März 1883 die Nachfolge von Thomas Updegraff antrat. Nach neun Wiederwahlen konnte er bis zum 3. März 1903 zehn zusammenhängende Legislaturperioden im Kongress absolvieren. In diese Zeit fiel der Spanisch-Amerikanische Krieg von 1898. Im gleichen Jahr kamen die Philippinen und das ehemalige Königreich Hawaiʻi unter amerikanische Verwaltung.
Von 1889 bis 1891 war Henderson Vorsitzender des Ausschusses, der sich mit den Milizen befasste. Er saß außerdem zwischen 1895 und 1899 im Rechtsausschuss und ab 1899 im Committee on Rules. Ab 1899 war David Henderson als Speaker Präsident des US-Repräsentantenhauses. Im Jahr 1902 lehnte er eine weitere Kandidatur ab. David Henderson starb am 25. Februar 1906 in seinem Heimatort Dubuque und wurde dort auch beigesetzt.